# 支倉時正
支倉時正（はせくら ときまさ、弘治2年（1556年） - 慶長15年（1610年））は安土桃山時代から江戸時代の武士。

## 生涯
支倉常正の次男として生まれ、陸奥国信夫郡の山口城で成長した。若い頃は山口城主を勤め、弟の山口常成と共に山口姓を称していた。
その後、支倉本家を継いでいた兄・支倉常豊が24歳で早世したため、支倉家の家督を継ぐことになり支倉時正と名を改めた。家督相続後、時正は伊達輝宗、伊達政宗に仕え、伊達郡南方旗頭として、大崎合戦、白石城の戦いなどに出陣し、その度に旗頭や武者奉行などを務め軍功を上げ知行1200石を得た。最初の妻、砂金貞常の娘とのあいだには子供が授からなかったため、弟の山口常成の次男常長を養子に迎え嗣子としていた。だが、理由あって離縁したあと、迎えいれた後妻のあいだに久成、常次と二人授かったため、政宗の命により、常長と久成、両名に600石ずつとし、常長を分家させたという。
だが、弟の常成とともに鍋丸事件（支倉家と砂金家との領地争い）を起こし、時正自身は支倉から仙北に移封され、常成は切腹させられた。このことにより、仙台市博物館には、「支倉常長の父親を切腹させた」との記述のある書状が残されている。
慶長15年（1610年）没。享年55。